# Syrrhopodon gardneri
Syrrhopodon gardneri là một loài rêu trong họ Calymperaceae. Loài này được Hook. Schwägr. mô tả khoa học đầu tiên năm 1824.